# Popov Do (Bośnia i Hercegowina)
Popov Do (cyr. Попов До) – wieś w Bośni i Hercegowinie, w Republice Serbskiej, w gminie Rudo. W 2013 roku liczyła 2 mieszkańców.